# Yasushige Sasaki
Yasushige Sasaki, jap. 平良朝治 (ur. 30 listopada 1960) – japoński sztangista, dwukrotny olimpijczyk (1984, 1988), brązowy medalista igrzysk azjatyckich (1986). Startował w wadze lekkiej (do 67,5 kg) oraz średniej (do 75 kg).

## Osiągnięcia

### Letnie igrzyska olimpijskie
- Los Angeles 1984 – 6. miejsce (waga lekka)

### Mistrzostwa świata
- Los Angeles 1984 – 6. miejsce (waga lekka) – mistrzostwa rozegrano w ramach zawodów olimpijskich

### Igrzyska azjatyckie
- Seul 1986 –  brązowy medal (waga średnia)